# Havelbergischer Kreis
Der Havelbergische Kreis, auch Kreis Havelberg genannt, war ein Kreis in der Mark Brandenburg, der sich im Verlauf des 16. Jahrhunderts herausbildete und in der Gebietsreform von 1816/7 aufgelöst wurde. Er wurde traditionell der Prignitz zugerechnet. Das ehemalige Kreisgebiet ist seit den Kreisreformen nach der Wende in den 1990er Jahren auf drei Landkreise und zwei Bundesländer verteilt. Die namengebende Kreisstadt Havelberg gehört heute zum Landkreis Stendal in Sachsen-Anhalt, das übrige Kreisgebiet zu den Landkreisen Prignitz und Ostprignitz-Ruppin in Brandenburg.

## Geographische Lage
Der Havelbergische Kreis bestand aus drei nicht zusammenhängenden Teilen. Er grenzte im Norden an den Plattenburgischen Kreis und den Pritzwalkischen Kreis, im Osten an den Kyritzischen Kreis und den Ruppinschen Kreis, und im Süden an den Seehausenschen und Arneburgischen Kreis sowie das Herzogtum Magdeburg.

## Geschichte
Die Prignitz gehörte innerhalb der Mark Brandenburg zur Kurmark und bildete (um 1800) eine eigene Provinz (neben Altmark, Mittelmark und Uckermark). In der Prignitz bildeten sich im Laufe des 16. Jahrhunderts sieben Kreise, zunächst auch Beritte genannt, heraus. Der Havelbergische Kreis entstand aus dem direkten Besitz des Bischofs von Havelberg, um die gleichnamige Stadt. Den Kreisen oder Beritten stand ein Landreiter vor. Sie entwickelten jedoch keine eigene Verwaltung, sondern die Prignitz wurde insgesamt als Kreis aufgefasst, mit Kreisdirektorium, ritterschaftlichem Corpus (die politische Vertretung) und mit eigener Kreiskasse. Jedoch wurden die untergeordneten Kreise weiterhin aufrechterhalten.

### Zugehörige Orte
Die folgende Ortsliste des Pritzwalkischen Kreises ist Bratring (1804) entnommen. Havelberg war seit dem Mittelalter in den Dombezirk und die Stadt auf der Havelinsel geteilt. Für Havelberg zählt Bratring eine ganze Reihe von Einzelhäusern, Ortslagen und Vorwerke auf, die einen unterschiedlichen Rechtsstatus hatte, z. T. eigenständige Gemeinden waren. Sie wurden hier entgegen der Reihenfolge in Bratring unter Havelberg zusammengefasst. Die sieben Berggemeinden von Havelberg wurden erst 1836 nach Havelberg eingemeindet.
- Havelberg, Stadt
  - Bauhof, neben dem Dechanei Garten, in Havelberg aufgegangen
  - Der Berg bei Havelberg, zwischen Havelberg und Toppel, Havelberg, Bahnhofstraße
  - Der Bischofsberg, Havelberg, Bischofsberg
  - Calvaria, ein Theil des Berges bei Havelberg, Havelberg, Calvarienweg
  - Fahrendorfs Weinberg, zwischen Toppel und Havelberg
  - Fleckengarten, Gärtner-Etablissement, existiert nicht mehr (lag etwa hier: )
  - Dom Havelberg, Domstift und Vorwerk
  - Holzwärter, Wohnung eines Holzwärters im sog. Mühlenholze bei Havelberg
  - Köperberg, Fischköperberg, Havelberg, unterhalb des Domberges
  - Lehmkuhlenberg, ein Teil des Berges bei Havelberg
  - Mühlenholz, Försterei im Mühlenholz zwischen Elbe und Havel
  - Neuberg, ein Teil des Berges bei Havelberg
  - Saldernberg, bei Havelberg, ein Teil des Berges bei Havelberg, westlicher Teil von Bischofsberg
  - Schmocks Weberei, Haus zwischen Fahrendorfs Weinberg und Schönberg bei Havelberg
  - Schöneberg, ein Teil des Berges bei Havelberg
  - Schützenhaus, Haus bei Havelberg am Weg nach Sandow
  - Sperlingsberg bei Havelberg
  - Weinberge bei Havelberg, vier Weinberge bei der Stadt Havelberg, Havelberg, Weinbergstraße
  - Wendenberg, Wendeberg, ein Teil der Berge bei Havelberg
- Bälow (Bählow, Below), Dorf, Gemeindeteil von Rühstädt
- Breddin, Dorf, Gemeinde des Amtes Neustadt (Dosse)
- Am Breddinschen Berg, Holzschlägerwohnung zwischen Havelberg und Kümmernitz, nicht identifiziert
- Alt Buchholz, Vorwerk, existiert nicht mehr . Die Lokalität ist bereits im Schmettauschen Kartenwerk unter diesem Namen verzeichnet. Dagegen heißt die Lokalität im Urmesstischblatt 3138 Havelberg von 1843 Förstr. zu Friedrichswalde. Sie ist schon nicht mehr in der Topographischen Karte 1:25.000 3138 Havelberg von 1910 vorhanden.
- Neu Buchholz, Vorwerk. Die Lokalität ist im Schmettauschen Kartenwerk unter diesem Namen verzeichnet, in der Topographischen Karte 1:25.000 3138 Havelberg von 1910 ist das Gehöft als Forsthaus Friedrichswalde bezeichnet. Im Urmesstischblatt 3138 Havelberg von 1843 hat das Gehöft keinen Namen. Das Forsthaus Friedrichswalde ist nordwestlich des Vorwerks eingezeichnet (für Förstr. zu Friedrichswalde, siehe Alt Buchholz).
- Dahlen, Kolonistendorf. Das mittelalterliche Dorf Dahlen fiel um 1350 wüst. Die Feldmark wurde ab dem 16. Jahrhundert von den Dörfern Toppel und Nitzow genutzt. Bis 1773 war auf der Feldmark eine Kolonie entstanden (nach Bratring: zwischen 1747 und 1750 angelegt[3]), Ortsteil der Stadt Havelberg
- Döllen, Dorf, Ortsteil der Gemeinde Gumtow
- Glöwen, Dorf, Ortsteil von Plattenburg
- Gnevsdorf (Gnewsdorf), Dorf
- Görike (Göricke), Dorf, Ortsteil der Gemeinde Gumtow
- Granzow (Grantzow), Dorf, Ortsteil von Gumtow
- Gumtow, Dorf
- Das Rothe Haus, Holzwärterei, bei Havelberg, existiert nicht mehr (nach der Topographischen Karten um 1900: Forsthaus Rothhaus, etwa hier  gelegen)
- Jederitz, Dorf, Ortsteil von Havelberg
- Kolpin, Forsthaus im sog. Kolpinholz unweit Roddan, genaue Lage unklar; lag östlich von Roddan
- Krügerswerder, Fischerhaus bei Quitzöbel an der Elbe, Lokalität auf der Gemarkung Quitzöbel, Gemeinde Legde/Quitzöbel
- Krüllenkempe (oder Kämpe), Bauernhof, Zernitz-Lohm, Krüllenkempe 3
- Kümmernitz, Vorwerk, Ortsteil der Stadt Havelberg
- Lennewitz, Dorf, Gemeindeteil von Legde/Quitzöbel
- Müggenbusch, Vorwerk und Schäferei, Ortsteil der Stadt Havelberg
- Netzow, Dorf, Ortsteil von Plattenburg
- Nitzow, Dorf, Ortsteil von Havelberg
- Quitzöbel, Dorf und Gut, Gemeindeteil von Legde/Quitzöbel
- Roddan (Rodahn, Roddan), Dorf und Gut, Gemeindeteil von Legde/Quitzöbel
- Rühstädt (Rühstedt), Dorf und Gut, Gemeinde des Amtes Bad Wilsnack/Weisen.
- Sandkrug, Krug und Fährhaus an der Elbe, Wohnplatz in der Gemeinde Rühstädt
- Schönhagen, Dorf, Ortsteil der Gemeinde Gumtow
- Schönermark, Dorf und Vorwerk, Ortsteil der Gemeinde Stüdenitz-Schönermark
- Stüdenitz, Dorf, Gemeindeteil der Gemeinde Stüdenitz-Schönermark
- Theerofen in der Hohenheide, heute Revierförsterei Theerofen, östlich Havelberg
- Toppel, Dorf, Ortsteil der Stadt Havelberg
- Wöplitz (Wetlitz, Wettelitz), Vorwerk und Schäferei, Ortsteil der Stadt Havelberg
- Zarenthin, Etablissement, Gemeindeteil von Döllen, Ortsteil der Gemeinde Gumtow.

Die Bedeutung der Kreise in der Prignitz nahm gegen 1800 immer mehr ab; die Prignitz insgesamt wurde als Kreis aufgefasst. Während Bratring die Kreise noch separat aufführte, gibt das Ortschaftsverzeichnis von 1817 (mit der neuen Kreisordnung) bei den Orten der Prignitz kein Hinweis auf die frühere Kreiszugehörigkeit mehr; als frühere Kreiszugehörigkeit wird nur Prignitz angegeben. 1816 wurde der Havelbergische Kreis aufgelöst und unter die neuen Kreise Westprignitz und Ostprignitz aufgeteilt.